# Кавай Юкако
Юкако Кавай (яп. 川井友香子; нар. 27 серпня 1997, префектура Ісікава) — японська борчиня вільного стилю, срібна та бронзова призерка чемпіонатів світу, чемпіонка та срібна призерка чемпіонатів Азії, триразова володарка Кубків світу, олімпійська чемпіонка.

## Життєпис
Боротьбою почала займатися з 2005 року. У 2014 році стала бронзовою призеркою чемпіонату світу серед кадетів. У 2018 році здобула чкмпіонський титутл на чемпіонаті світу серед молоді.
Виступає за спортивний клуб університету Шигаккан, Обу, префектура Айті.
Її старша сестра Рісако теж займається боротьбою і виступає за збірну Японії. Вона дворазова чемпіонка та срібна призерка чемпіонатів світу, триразова чемпіонка Азії, бронзова призерка Азійських ігор, триразова володарка Кубків світу, чемпіонка Олімпійських ігор. Мати сестер Кавай Хацує Котакі брала участь у чемпіонаті світу з боротьби 1989 року, а батько Такахіто боровся на національному рівні і у 1989 році здобув подвійну корону на всеяпонських студентських змаганнях з греко-римської боротьби.

## Спортивні результати на міжнародних змаганнях

### Виступи на Олімпіадах
| Змагання                    | Збірна | Вагова категорія          | Місце  |
| --------------------------- | ------ | ------------------------- | ------ |
| Літні Олімпійські ігри 2020 | Японія | жіноча боротьба, до 62 кг | Золото |

### Виступи на Чемпіонатах світу
| Змагання                        | Збірна | Вагова категорія          | Місце  |
| ------------------------------- | ------ | ------------------------- | ------ |
| Чемпіонат світу з боротьби 2017 | Японія | жіноча боротьба, до 63 кг | 8      |
| Чемпіонат світу з боротьби 2018 | Японія | жіноча боротьба, до 62 кг | Срібло |
| Чемпіонат світу з боротьби 2019 | Японія | жіноча боротьба, до 62 кг | Бронза |

### Виступи на Чемпіонатах Азії
| Змагання                       | Збірна | Вагова категорія          | Місце  |
| ------------------------------ | ------ | ------------------------- | ------ |
| Чемпіонат Азії з боротьби 2019 | Японія | жіноча боротьба, до 62 кг | Срібло |
| Чемпіонат Азії з боротьби 2020 | Японія | жіноча боротьба, до 62 кг | Золото |

### Виступи на Кубках світу
| Змагання                    | Збірна | Вагова категорія | Місце  |
| --------------------------- | ------ | ---------------- | ------ |
| Кубок світу з боротьби 2017 | Японія | команда          | Золото |
| Кубок світу з боротьби 2018 | Японія | команда          | Золото |
| Кубок світу з боротьби 2019 | Японія | команда          | Золото |

### Виступи на інших змаганнях
| Змагання                                         | Збірна | Вагова категорія          | Місце  |
| ------------------------------------------------ | ------ | ------------------------- | ------ |
| Гран-прі «Іван Яригін» 2015                      | Японія | жіноча боротьба, до 58 кг | 5      |
| Золотий Гран-прі з боротьби 2015                 | Японія | жіноча боротьба, до 60 кг | Бронза |
| Klippan Lady Open 2016                           | Японія | жіноча боротьба, до 63 кг | Бронза |
| Всеяпонський відкритий чемпіонат з боротьби 2018 | Японія | жіноча боротьба, до 62 кг | Золото |
| Чемпіонат Японії з боротьби 2018                 | Японія | жіноча боротьба, до 62 кг | Золото |

### Виступи на змаганнях молодших вікових груп
| Змагання                                      | Збірна | Вагова категорія          | Місце  |
| --------------------------------------------- | ------ | ------------------------- | ------ |
| Чемпіонат світу з боротьби серед кадетів 2013 | Японія | жіноча боротьба, до 56 кг | 14     |
| Чемпіонат світу з боротьби серед кадетів 2014 | Японія | жіноча боротьба, до 60 кг | Бронза |
| Чемпіонат світу з боротьби серед юніорів 2017 | Японія | жіноча боротьба, до 63 кг | 9      |
| Чемпіонат світу з боротьби серед молоді 2018  | Японія | жіноча боротьба, до 62 кг | Золото |